# Fritzner Straße
De Fritzner of Fritzener Straße (L223) is een 3,22 kilometer lange Landesstraße (lokale weg) in het district Innsbruck Land in de Oostenrijkse deelstaat Tirol. De weg is een zijweg van de Tiroler Straße (B171) en begint in Wattens (564 m.ü.A.) en zorgt voor een verbinding met Fritzens (591 m.ü.A.).